# Кьон (володар Пархе)
Кьон (кор. 경, 景); ім'я при народженні Техьонсок (кор. 대현석, 大玄錫, Dae Hyeon-seok, Tae Hyŏn-sŏk; пом. 895) — корейський правитель, тринадцятий володар (тійо) держави Пархе.
Був онуком тійо Тегонхвана. Успадкував престол після смерті діда 871 року.
Правив до 895 року. Після смерті Кьона трон зайняв Тевігє, походження якого наразі невідоме, тому деякі дослідники та історичні джерела не включають його до переліку володарів Пархе.